# Ice Hockey Superleague 2002/03
Die Saison 2002/03 war die siebte und letzte Spielzeit der Ice Hockey Superleague, der höchsten britischen Eishockeyspielklasse. Britischer Meister wurden die Belfast Giants, die sich in den Playoffs durchsetzten. Meister der regulären Saison wurden die Sheffield Steelers. Zur Saison 2003/04 wurde die Liga durch die Elite Ice Hockey League ersetzt.

## Modus
In der regulären Saison absolvierte jede der fünf Mannschaften insgesamt 32 Spiele. Der Erstplatzierte wurde Meister der regulären Saison. Alle fünf Mannschaften qualifizierten sich für die Playoff-Zwischenrunde, in der jede Mannschaft viermal gegen jeden Gegner spielte. Die vier bestplatzierten Mannschaften der Zwischenrunde qualifizierten sich für das Playoff-Halbfinale. Der Playoff-Gewinner wurde Britischer Meister. Für einen Sieg nach regulärer Spielzeit und einen Sieg nach Overtime erhielt jede Mannschaft zwei Punkte, für ein Unentschieden und eine Niederlage nach Overtime ein Punkt und für eine Niederlage nach regulärer Spielzeit null Punkte.

## Reguläre Saison

### Tabelle
|    | Klub                | Sp | S  | U | N     | Tore    | Punkte |
| -- | ------------------- | -- | -- | - | ----- | ------- | ------ |
| 1. | Sheffield Steelers  | 32 | 18 | 5 | 9(1)  | 086:057 | 42     |
| 2. | Belfast Giants      | 32 | 17 | 6 | 9(1)  | 111:078 | 41     |
| 3. | Nottingham Panthers | 32 | 15 | 4 | 13(0) | 092:092 | 34     |
| 4. | London Knights      | 32 | 11 | 8 | 13(1) | 087:090 | 31     |
| 5. | Bracknell Bees      | 32 | 5  | 5 | 22(2) | 071:130 | 17     |

Sp = Spiele, S = Siege, U = Unentschieden, N = Niederlagen, OTS = Overtime-Siege, OTN = Overtime-Niederlage, SOS = Penalty-Siege, SON = Penalty-Niederlage, in Klammern Niederlagen nach Overtime

## Playoffs

### Zwischenrunde
|    | Klub                | Sp | S  | U | N     | Tore  | Punkte |
| -- | ------------------- | -- | -- | - | ----- | ----- | ------ |
| 1. | Belfast Giants      | 16 | 12 | 1 | 3(1)  | 65:36 | 26     |
| 2. | London Knights      | 16 | 10 | 2 | 4(0)  | 55:42 | 22     |
| 3. | Nottingham Panthers | 16 | 10 | 1 | 5(0)  | 55:42 | 21     |
| 4. | Sheffield Steelers  | 16 | 2  | 1 | 13(3) | 28:52 | 8      |
| 5. | Bracknell Bees      | 16 | 3  | 1 | 12(0) | 41:72 | 7      |

Sp = Spiele, S = Siege, U = Unentschieden, N = Niederlagen, OTS = Overtime-Siege, OTN = Overtime-Niederlage, SOS = Penalty-Siege, SON = Penalty-Niederlage, in Klammern Niederlagen nach Overtime

### Halbfinale
- Belfast Giants – Sheffield Steelers 1:0 n. P.
- London Knights – Nottingham Panthers 4:3

### Finale
- Belfast Giants – London Knights 5:3